# Sefton
Sefton este un Burg Metropolitan în cadrul Comitatului Metropolitan Merseyside în regiunea North West England. Districtul este compus din 20 de orașe și sate.

## Orașe în cadrul districtului
- Bootle;
- Formby;
- Maghull;
- Southport;

1. ↑   https://ons.maps.arcgis.com/home/item.html?id=a79de233ad254a6d9f76298e666abb2b Lipsește sau este vid: |title= (ajutor)